# Fabius Maximus
Fabius Maximus (n. aprox. 275 î.e.n - d. 203 î.e.n, Roma) a fost un om politic roman care și-a câștigat porecla de Cunctator - cel care amână - din cauza tacticii lui de a amâna o luptă decisivă cu Hanibal. 
Fabius Maximus cunctator are meritul de a fi văzut că niciun general din armata romană nu se ridica în acea perioadă la geniul tactic al lui Hanibal, și a amânat o luptă decisivă pentru că, aflată pe teritoriul străin, armata cartagineză ducea lipsă de hrană, echipament nou și întăriri. 
După Bătălia de la Cannae, la cererea senatului, Fabius Maximus a revenit în fruntea Romei și a luat decizia de a înființa noi legiuni, scăzând vârsta de încorporare, relaxând criteriile necesare pentru înrolare, astfel încât să poată apăra Roma.
Viața lui Fabius Maximus a fost descrisă de Plutarh în lucrarea sa Vieți Paralele